# Gandara
Gandara (Bayan ng Gandara) är en kommun i Filippinerna. Kommunen tillhör provinsen Samar och ligger på ön med samma namn. Folkmängden uppgår till 28 866 invånare.

## Bildgalleri

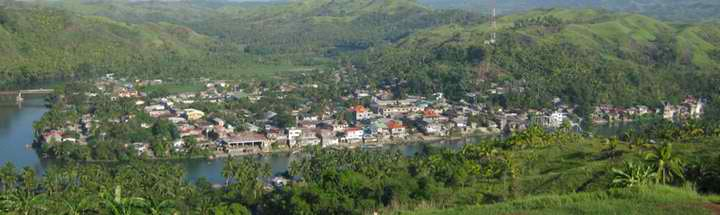
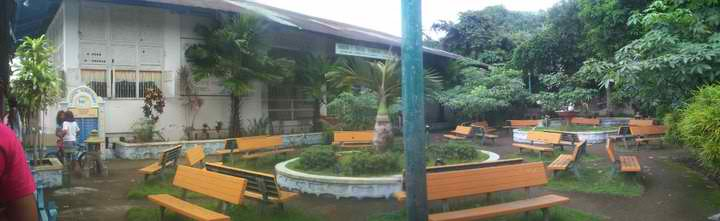
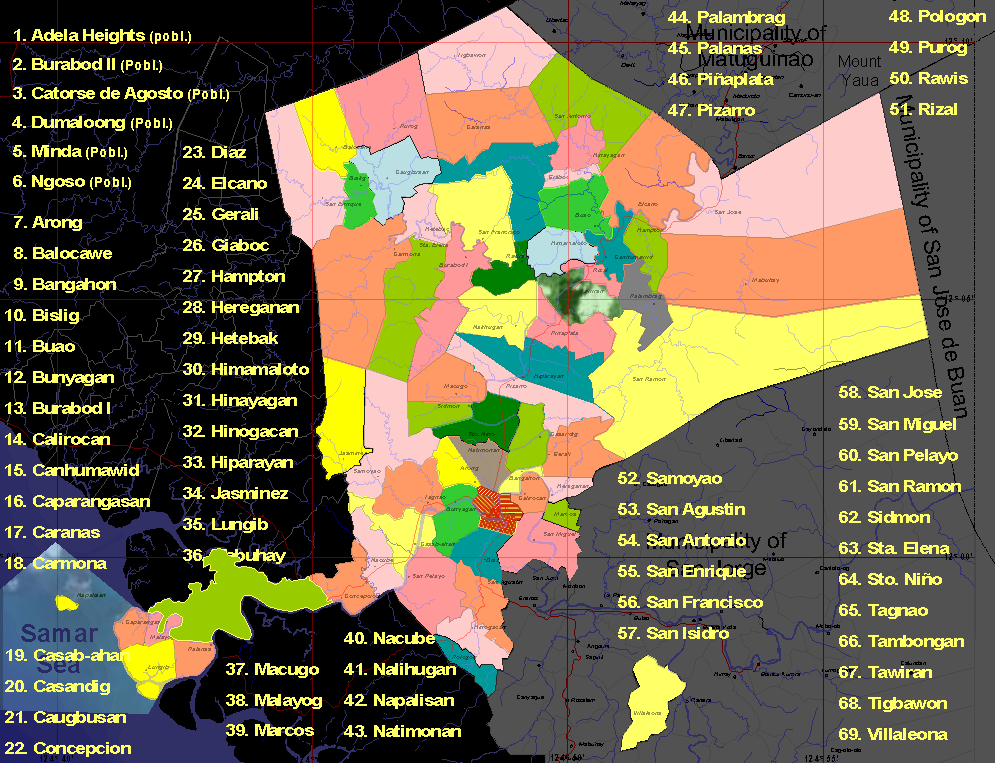
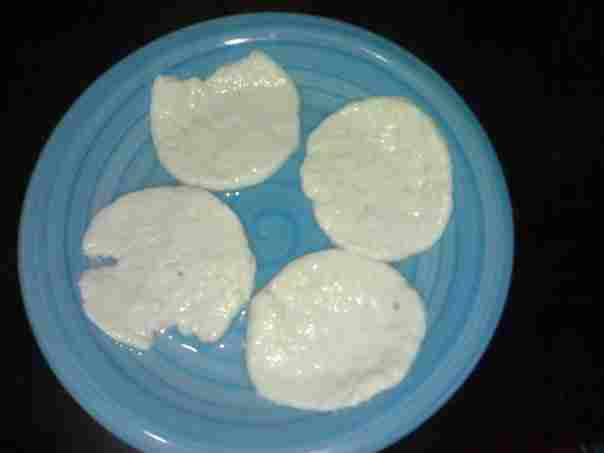

## Barangayer
Gandara är indelat i 69 barangayer.
| - Balocawe - Beslig - Burabod I (Pob.) - Burabod II (Pob.) - Buao - Bunyagan - Calirocan - Canhumawid - Caparangasan - Caranas - Carmona - Casab-ahan - Casandig - Caugbusan - Concepcion - Dumalo-ong (Pob.) - Elcano - Gerali - Giaboc - Hampton - Hinayagan - Hinugacan - Jasminez | - Lungib - Mabuhay - Macugo - Minda (Pob.) - Nacube - Nalihugan - Napalisan - Natimonan - Ngoso - Palambrag - Palanas - Piñaplata - Pizarro - Pologon - Purog - Rawis - Rizal - Samoyao - San Agustin - San Antonio - San Enrique - San Francisco - San Isidro (Dao) | - San Jose - San Miguel - San Pelayo - San Ramon - Santa Elena - Santo Niño - Senibaran (Villa Leona) - Tagnao - Tambongan - Tawiran - Tigbawon - Marcos - Bangahon - Adela Heights (Pob.) - Arong - Catorse De Agosto - Diaz - Gereganan - Hetebac - Himamaloto - Hiparayan (Kinonongan) - Malayog - Sidmon |